# Richard Webster (Leichtathlet)
Richard Webster (Frederick Richard „Dick“ Webster; * 31. Dezember 1914 in St Albans; † 28. September 2009) war ein britischer Stabhochspringer.
Bei den Olympischen Spielen 1936 in Berlin wurde er mit dem nationalen Rekord von 4,00 m Sechster.
Im Jahr darauf siegte er bei den Internationalen Studentenspielen. 1938 wurde er für England startend Vierter bei den British Empire Games in Sydney und Siebter bei den Leichtathletik-Europameisterschaften in Paris. Bei den Olympischen Spielen 1948 in London schied er in der Qualifikation aus.
Dreimal wurde er Englischer Meister im Freien (1936, 1939, 1948) und viermal in der Halle (1935–1938).